# Ostrander (Minnesota)
Ostrander – miasto w Stanach Zjednoczonych, w stanie Minnesota, w hrabstwie Fillmore.